# Troon F.C.
Troon Football Club é um time de futebol escocês formado em 1946 e sediado em Ayrshire.